# COVID-19 в Латвии
Распространение COVID-19 в Латвии (латыш. COVID-19 pandēmija Latvijā) — в статье описывается распространение коронавирусной инфекции COVID-19 в Латвии, а также последствия пандемии COVID-19 для Латвии.
С 12 марта 2020 по 1 апреля 2022 года в Латвии были приняты различные меры эпидемиологической безопасности.
Наибольшее число зарегистрированных случаев заболевания в Латвии было зарегистрировано 19 февраля 2022 году и составило 11 992 человек. С начала пандемии по март 2023 года в Латвии было зарегистрировано 6672 случая смерти, основной причиной которых стал Covid-19. Самый высокий показатель в 2022 году — 4351 смерти.

## Хронология
2020 год
31 января 2020 года Министерство иностранных дел Латвии рекомендовало не ездить в китайский город Хубэй, и в целом оценить необходимость поездки в Китай. МИД также рекомендовал всем, кто возвращался из Китая и испытывал симптомы коронавирусной инфекции, обратиться за медицинской помощью и информировать о своих поездках и контактах. 
27 февраля для прилетевших из Турции был введён 14-дневный домашний карантин.
По данным Центра контроля и профилактики заболеваний Латвии на 16 марта на самоизоляции находилось 250 человек.
2 марта 2020 года был диагностирован первый пациент с коронавирусной инфекцией COVID-19.
На 3 апреля случаи заболевания выявлены в 54 самоуправлениях Латвии. 3 апреля скончался первый человек, у которого было выявлено заболевание Covid-19.
12 марта 2020 года, по рекомендации ВОЗ, Правительство Латвийской Республики объявило чрезвычайное положение, приостанавливающее очный процесс обучения во всех учебных заведениях, запрещающее все публичные мероприятия, собрания, шествия и пикеты с участием не более 200 человек (с 19 марта установлено ограничение в 50 человек), рекомендующее оказывать очные услуги и выполнять работу удаленно.
С 17 марта прекращены международные пассажирские перевозки, до окончания чрезвычайного положения через границу Латвии с Россией и Белоруссией могут въезжать только граждане и неграждане Латвии и иностранные граждане с видом на жительство в стране, а выезд с территории государства разрешён только иностранцам.
20 марта Сейм Латвии поддержал закрытие игровых залов и приостановку азартных игр в интерактивной среде. Запрет коснулся всех видов азартных игр, но не лотерей. С 20 марта во всех местах торговли люди должны обязательно соблюдать дистанцию 2 метра, с 29 марта во всех публичных местах.
С 30 марта запрещены все религиозные мероприятия, которые требуют присутствия людей, а также все частные мероприятия, кроме похорон на открытом воздухе.
На 25 марта в Латвии зафиксированы случаи местной трансмиссии COVID-19 (по меньшей мере пять человек, рижан), то есть случаи, когда пути передачи коронавируса отследить невозможно — они не имеют четкой эпидемиологической связи с каким-либо конкретным больным или путешествием за границу (то есть с этого дня можно утверждать, что в Латвии началась местная циркуляция вируса в обществе).
7 апреля было объявлено о продлении чрезвычайного положения на 4 недели в связи с ростом количества больных.
Режим чрезвычайного положения был продлен правительством ещё раз, 7 мая, до 9 июня, при этом существенно смягчены различные ограничения.
C 9 ноября по 7 февраля 2021 объявлено очередное чрезвычайное положение.
29 декабря было объявлено о введении комендантского часа с 22:00, во время праздников и по выходным дням (в итоге на Новый год полиция оформила 1136 административных протоколов).
31 декабря режим чрезвычайного положения в республике продлён до 7 февраля.

### 2021 год
5 января 2021 года двухнедельный кумулятивный показатель заболеваемости на 100 тыс. человек достиг 581. Премьер-министр Кришьянис Кариньш отправляет в отставку министра здравоохранения Илзе Винкеле.
В первую неделю января 2021 началась массовая вакцинация (темпы медленные, из-за нехватки вакцин)
За вторую неделю января количество новых случаев "Covid-19 увеличилось на 12 % и в среднем составляет 980 в день. Рост числа новых случаев связывают с растущими объёмами тестирования (количество тестов на Covid-19 значительно увеличилось).
С 15 января для въезда в Латвию, для прохождения пограничного контроля требуется наличие отрицательного теста на Covid-19, сделанного не позднее чем за 72 часа до выезда.
С 25 января всем прибывающим в страну лицам необходимо предъявить отрицательный результат теста, сделанный по методике ПЦР.
Чрезвычайное положение продлено до 6 апреля.

18 февраля 2021 года Сейм Латвии объявил об изменениях в «Законе о борьбе с инфекцией Covid-19», согласно которым было принято решение, что в Латвии будет выплачено единовременного пособия в размере 500 евро на каждого ребёнка, пособие будет выплачено в общей сложности 364 097 детям, и на эти цели будет потрачено 182 миллиона евро. Эта единовременная финансовая поддержка будет покрываться программой бюджета на случай непредвиденных обстоятельств.
К середине марта, когда было вакцинировано 5,1 % населения, Латвия была на втором месте по самому низкому показателю среди стран ЕС и Европейской экономической зоны. Премьер-министр Кариньш отмечает, что распределение вакцин между странами не было пропорциональным, и Латвия получила пропорционально меньше доз, однако ЕС ответил на общее письмо нескольких стран, что это не так, и страны могут сами выбирать количество полученных доз вакцины из выделенных им сумм.
К середине марта предполагалось вакцинировать 3000 человек в день, хотя ранее цель в 2500 человек в день не была достигнута и оставалась на уровне ниже 2000 человек в день. Также имели место задержки с доставкой вакцины, и меньшее количество доз было распределено в места вакцинации. Латвия планирует открыть одиннадцать крупных центров вакцинации в дополнение к небольшим центрам. Согласно опросу SKDS, только 29 % латвийцев воспользуются первой возможностью сделать прививку. На основании отчётов других стран, использование вакцины AstraZeneca было временно приостановлено
Осенью 2021 года, когда пандемия COVID-19 в Латвии достигла критической точки, что привело к серьезной перегрузке системы здравоохранения. С 21 октября по 15 ноября объявлен общенациональный карантин. В Латвии объявлено очередное чрезвычайное положение, в соответствии с которым жителям необходимо оставаться дома с 20:00 до 5:00. В конце 2021 года, в Латвии был выявлен новый штамм вируса омикрон-вариант SARS-CoV-2, чрезвычайное положение в стране было продлено до 28 февраля 2022 года.
2022 год
С 1 марта 2022 года в Латвии отменено чрезвычайное положение и вступили в силу послабления по многим требованиям эпидемиологической безопасности. По мере снижения заболеваемости Covid-19 с 1 апреля меры эпидемиологической безопасности были отменены. Расширены права поставщиков услуг и работодателей самостоятельно оценивать риски и определять требования эпидемиологической безопасности.